# San Ferdinando di Puglia

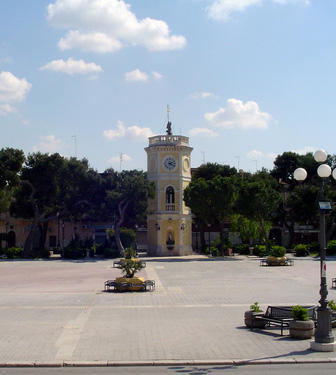
Trong số các di tích và địa điểm quan trọng nhất của San Ferdinando di Puglia, bạn có thể chiêm ngưỡng Tháp Đồng hồ hùng vĩ, có niên đại từ đầu thế kỷ XX, với hình bát giác và trên đỉnh mái nhà có tiếng còi báo động vang lên đúng giờ hàng ngày vào lúc 8 giờ. vào buổi sáng và buổi trưa.

San Ferdinando di Puglia là một đô thị ở tỉnh Barletta-Andria-Trani trong vùng Apulia miền nam nước Ý. Đô thị này có diện tích 41 ki-lô-mét vuông, dân số là 14.326 người.